# Ronimo Games
Ronimo Games est un développeur de jeux vidéo néerlandais fondé en 2007 à Utrecht, initialement nommé Banana Games par d'anciens étudiants de l'école des Beaux-Arts d'Utrecht.
En août 2023, le studio se déclare en faillite, après une série d'échecs sur leur dernier projet.

## Jeux développés

### En tant que Banana Games
| Titre   | Genre         | Sortie |
| ------- | ------------- | ------ |
| de Blob | Plates-formes | 2006   |

### En tant que Ronimo Games
| Titre                              | Genre                                  | Sortie                 |
| ---------------------------------- | -------------------------------------- | ---------------------- |
| Swords and Soldiers                | Stratégie en temps réel                | 2009                   |
| Awesomenauts                       | Arène de bataille en ligne multijoueur | 2012                   |
| Swords & Soldiers II               | Arène de bataille en ligne multijoueur | 2015                   |
| Swords & Soldiers 2 Shawarmageddon | Arène de bataille en ligne multijoueur | 2018                   |
| Blightbound                        | Action                                 | 2020 en accès anticipé |